# Gustaf Humble
Carl Gustaf Magnus Humble, född 21 november 1884 i Klara församling, Stockholm, död 13 oktober 1949 i Högalids församling, Stockholm, var en svensk skådespelare.
Humble gjorde sin enda filmroll 1913 i Mauritz Stillers När larmklockan ljuder, där han spelade rollen som löjtnant Munell mot bland andra Lilly Jacobsson och Ulla Fischerström.
Humble, som var officer med majors grad, var gift med Anna Helena Humble (1893–1970). Paret ligger begravet på Norra begravningsplatsen i Stockholm.

## Filmografi
- 1913 – När larmklockan ljuder